# Kaskivka, Markivka
Kaskivka (în ucraineană Каськівка) este un sat în comuna Krasne Pole din raionul Markivka, regiunea Luhansk, Ucraina.

## Demografie
Componența lingvistică a localității Kaskivka
     Ucraineană (85,71%)
     Rusă (14,29%)
Conform recensământului din 2001, majoritatea populației localității Kaskivka era vorbitoare de ucraineană (85,71%), existând în minoritate și vorbitori de rusă (14,29%).